# Spork-Eichholz
Spork-Eichholz este o localitate care este situată la 3 km de orașul Detmold, de care aparține, Nordrhein-Westfalen, Germania. Localități sau sectoarele vecine sunt: Diestelbruch, Remmighausen, Hornoldendorf, Detmold-Süd si Detmold-Nord.